# Kościół św. Marii Magdaleny w Promnej
Kościół świętej Marii Magdaleny – rzymskokatolicki kościół parafialny należący do dekanatu wareckiego archidiecezji warszawskiej.
Obecna świątynia została zbudowana w latach 1866–1870 według projektu Adolfa Loewego (1811–1885) architekta pochodzenia żydowskiego i poświęcona została w dniu 30 października 1870 roku.
Jest to budowla jednonawowa, wzniesiona w stylu neogotyckim i posiada wyposażenie barokowe. We wnętrzu znajdują się m.in. obrazy: św. Jana Chrzciciela z XVII stulecia, Matki Boskiej Bolesnej z XVII stulecia, Matki Boskiej z Dzieciątkiem z przełomu XVII i XVIII stulecia, przemalowany w XIX stuleciu, oraz tablica epitafijna poświęcona Erazmowi Proszkowskiemu (zmarłemu w 1852 roku), nadleśniczemu rządowemu.